# Emmanuelle Del Vecchio
Emmanuelle Del Vecchio (ur. 24 września 1934 w São Paulo, zm. 7 października 1995 w Santosie) – piłkarz brazylijski, występujący podczas kariery na pozycji napastnika.

## Kariera klubowa
Piłkarską karierę Emmanuelle Del Vecchio rozpoczął w Santosie FC, gdzie występował w latach 1954–1957. W 1957 roku wyjechał do Włoch i przez sześć lat występował we włoskich klubach: Hellas Verona, SSC Napoli, Calcio Padova, A.C. Milan i ponownie Padovie. W latach 1963–1964 występował w argentyńskim Boca Juniors. Z Boca Juniors zdobył mistrzostwo Argentyny 1964. Po powrocie do Brazylii występował w São Paulo FC, Bangu AC i Atlético Paranaense, w którym zakończył karierę w 1970 roku.

## Kariera reprezentacyjna
W reprezentacji Brazylii Emmanuelle Del Vecchio zadebiutował 24 września 1956 w przegranym 1-4 meczu z reprezentacją Chile w Copa América 1956, na której Brazylia zajęła czwarte miejsce. Na turnieju Del Vecchio wystąpił w czterech meczach z: Chile, Paragwajem, Argentyną i Urugwajem. Ostatni raz w reprezentacji Del Vecchio wystąpił 10 lipca 1957 w wygranym 2-0 meczu z reprezentacją Argentyny, którego stawką było Copa Julio Roca 1957. Ogółem w reprezentacji Brazylii wystąpił 8 razy i strzelił 1 bramkę.